# Крістіан Гентнер
Крістіан Гентнер (нім. Christian Gentner, нар. 14 серпня 1985, Нюртінген) — німецький футболіст, півзахисник швейцарського «Люцерна».

## Клубна кар'єра
Вихованець футбольної школи клубу «Штутгарт».
До переходу 1999 року в академію «Штутгарта», півзахисник тренувався в дитячих школах «Бойрен» та «Кіргайм». В академії швабів провів п'ять років, після чого був зарахований в другу команду «Штутгарта». 
У сезоні 2004/05 вперше вийшов на поле у складі дубля команди. Всього в першому сезоні зіграв у 28 матчах. У Бундеслізі дебютував 20 лютого 2005 року, коли «Штутгарт» зустрічався з берлінської «Гертою» та переміг з рахунком 1:0. Перший м'яч у професійній кар'єрі забив у поєдинку Кубка УЄФА проти словенського клубу «Домжале». 
Влітку 2007 року був відданий в оренду «Вольфсбургу» на два роки. Після закінчення терміну оренди підписав з «вовками» постійний контракт. Сума трансферу склала 2,5 мільйони євро. 
Крістіан став одним з ключових гравців «Вольфсбурга», а 2009 року допоміг клубу оформити перше в історії чемпіонство в Бундеслізі. Незважаючи на те, що більшість часу, проведеного у складі «Вольфсбурга», Крістіан був основним гравцем команди, на початку 2010 року півзахисник не став продовжувати контракт з «Вовками» та вирішив повернутися в «Штутгарт» на правах вільного агента. Всього за «Вольфсбург» Крістіан провів 99 матчів, в яких забив 11 м'ячів. 
Наразі після повернення встиг відіграти за штутгартський клуб 93 матчі в національному чемпіонаті.

## Виступи за збірні
2004 року у складі юнацької збірної Німеччини взяв участь у чемпіонаті Європи (U-19) в Швейцарії, на якому зіграв у двох матчах.
Протягом 2005–2007 років залучався до складу молодіжної збірної Німеччини. На молодіжному рівні зіграв у 11 офіційних матчах, забив 1 гол.
29 травня 2009 року дебютував в офіційних матчах у складі національної збірної Німеччини в товариській грі проти збірної Китаю, проте в основній обоймі «бундестіма» не закріпився. Наразі провів у формі головної команди країни 5 матчів.

## Титули і досягнення
- Чемпіон Німеччини:

«Штутгарт»: 2006-07
«Вольфсбург»: 2008-09